# Neoexetastes xiphocampilus
Neoexetastes xiphocampilus là một loài tò vò trong họ Ichneumonidae.